# Всемирная антикоммунистическая лига
Всемирная лига за свободу и демократию (англ. World League for Freedom and Democracy, WLFD), основана как Всемирная антикоммунистическая лига (англ. World Anti-Communist League, WACL) — международная организация антикоммунистических политиков и групп, основанная в 1966 году по инициативе Чан Кайши. Активно участвовала в Холодной войне с антикоммунистических и антисоветских позиций. С 1990 года изменила название и характер деятельности, но сохранила традиции и прежние связи. Объединяет представителей более 100 стран, имеет 8 региональных подразделений. Штаб-квартира Лиги базируется на Тайване в Тайбэе.

## Создатели, идеи, активность
ВАКЛ была создана объединением Антикоммунистической лиги народов Азии (АЛНА) и Антибольшевистского блока народов (АБН). Первая структура была создана правительствами стран Восточной и Юго-Восточной Азии, — Тайваня, Южной Кореи, Южного Вьетнама — находящихся в непосредственном военно-политическом конфликте с коммунистическими режимами. Вторая представляла эмигрантские и подпольные организации 14 народов СССР и стран Восточной Европы. К Лиге присоединились многие праворадикальные организации всех континентов. Задачей Лиги являлось «сдерживание и отбрасывание» коммунизма всеми возможными методами. В организации участвовали многие бывшие коллаборационисты из стран Европы (сторонники ОУН, БЦР, усташи и др.).
Хартия Всемирной антикоммунистической лиги была принята в Сеуле 7 ноября 1966 года. Этот день (символически совпавший с 49-й годовщиной прихода большевиков к власти) считается датой основания ВАКЛ. Проведение учредительной конференции взяло на себя правительство Китайской Республики.

### Наиболее известные участники
Руководящими активистами ВАКЛ в различные периоды являлись видные государственные и общественные деятели нескольких континентов:
- Президент Китайской Республики Чан Кайши
- Президент Республики Корея Пак Чон Хи
- Президент Республики Вьетнам Нгуен Ван Тхиеу
- Премьер-министр Таиланда Таном Киттикачон
- Президент Филиппин Фердинанд Маркос
- Президент Парагвая Альфредо Стресснер
- Президент Аргентины Хорхе Рафаэль Видела[1]
- Президент Боливии Уго Бансер
- Вице-президент Гватемалы, основатель террористической организации Mano Blanca Марио Сандоваль Аларкон[2]
- Бывший президент Коста-Рики Хосе Фигерес Феррер
- Лидер Движения свободы Коста-Рики Берналь Урбина Пинто
- Лидер ОУН и АБН Ярослав Стецько
- Лидер национал-республиканцев и эскадронов смерти Сальвадора, председатель Конституционной ассамблеи Роберто д’Обюссон
- Лидер мексиканского ультраправого движения Текос университетский юрист Раймундо Герреро
- Лидер мексиканских корпоративистов, активист Текос Хорхе Прието Лауренс
- Кубинская диссидентка, сестра коммунистических правителей Хуанита Кастро
- Член правительства Лесото Беренг Секхоньяна
- Крупный японский бизнесмен Рёити Сасакава
- Криминальный авторитет якудза Ёсио Кодама
- Видный деятель Гоминьдана доктор Гу Чжэнган (Ку Ченкан)
- Германский ультраконсервативный политик, в прошлом национал-социалист Теодор Оберлендер
- Активист французской террористической организации ОАС Ив Жиньяк
- Бывший начальник штаба американских войск в Южной Корее генерал Джон Синглауб
- Американский конгрессмен-демократ Ларри Макдональд (погиб в результате инцидента в советском воздушном пространстве 1 сентября 1983 года)
- Американский сенатор-республиканец Джон Маккейн[3]
- Британо-американский учёный-антрополог Роджер Пирсон
- Французская писательница и политолог Сюзанна Лабин
- Американский экономист, политолог и военный стратег, профессор Гуверовского института Стефан Поссони
- Лидер Белорусского Освободительного Фронта Дмитрий Космович[4]

Активно сотрудничали с ВАКЛ:
- Основатель Церкви Объединения Мун Сон Мён[5]
- Сотрудник Совета национальной безопасности США Оливер Норт
- Лидер ангольского ФНЛА Холден Роберто
- Лидер Мозамбикского национального сопротивления Афонсу Длакама
- Деятели правого крыла никарагуанских контрас
- Члены королевской семьи Саудовской Аравии и близкие к ним представители саудовской бизнес-элиты.

Таким образом, на уровне государственных руководителей ВАКЛ была в наибольшей степени представлена в Юго-Восточной и Восточной Азии и Латинской Америке. От Латинской Америки и Японии заметно также участие парамилитарных формирований, криминалитета и отчасти предпринимателей. Среди представителей США доминировали конгрессмены, военные, активисты ультраправых общественных организаций. Западную Европу представляли правоконсервативные политические и научные круги, а также деятели ультраправого подполья. Восточную Европу — антикоммунистическая эмиграция.

### Мировоззренческие основы
Идеология Лиги, сообразно её названию, основывалась на бескомпромиссном антикоммунизме. Сдерживание, отбрасывание и уничтожение коммунизма рассматривалась создателями ВАКЛ как необходимое условие выживания и развития человечества. Решение этих задач относилось к ближайшей исторической перспективе. Под коммунизмом при этом понималась не только марксистско-ленинская идеология, система «реального социализма» и коммунистические партии. В это понятие включалось всё, что может так или иначе способствовать продвижению коммунизма — вплоть до либерализма.
Враждебность к коммунизму идеологи ВАКЛ обосновывали его тоталитарным характером. В качестве положительного идеала выдвигалось понятие свободы как естественной жизненной среды. При этом многие организации и деятели Лиги отнюдь не являлись носителями демократических взглядов. Часто, хотя не всегда, они были склонны к практике противоположного характера.
Методы ВАКЛ практически не имели ограничений: от научно-теоретических конференций Сюзанны Лабин до террористических расправ Марио Сандоваля Аларкона. Ультраправый менталитет считает насилие ординарным путём реализации политических целей. Тому способствовали и известные свойства противника ВАКЛ.

Кровь и железо рассудят нас.

Ярослав Стецько

В ВАКЛ изначально были сильны элементы неофашизма и «Третьего пути».

Мы боремся с двумя врагами. Первый — реакционные правительства, правящие с кнутом в руке. Второй — разрушители человеческих ценностей, чья система основана на демагогии, голоде и преступлениях.

Марио Сандоваль Аларкон

На определённых этапах её истории эти идеи и структуры выходили на первый план. В этом, наряду с активным применением террористических методов и альянсе с криминалитетом заключалась важная специфика ВАКЛ, отличающая Лигу от других антикоммунистических сил.

### Главные направления деятельности
Состав руководства и актива ВАКЛ отражал основные направления деятельности:
- государственная политика, в том числе военная, направленная против коммунистических партий, системы «реального социализма», союзных им левых и «потворствующих» либеральных сил
- формирование антикоммунистических структур в гражданском обществе
- ультраправая антикоммунистическая пропаганда
- экономическое обеспечение антикоммунистической политики
- социологические, политэкономические и политологические исследования, опровергающие теоретические построения марксизма-ленинизма
- прямое насилие в отношении коммунистов и лево-либеральных «попутчиков».

Ни АБН, ни АЛНА, ни ВАКЛ изначально не являлись произведениями американских спецслужб. Эти организации создавались антисоветскими повстанцами Восточной Европы, бывшими коллаборационистами, правящими кругами Восточной Азии, ультраправыми политиками и боевиками Европы и Америки. Однако ЦРУ и СНБ США быстро установили оперативные контакты и оказывали серьёзное влияние на их деятельность. Прежде всего это относилось к тайваньской резидентуре ЦРУ во главе с Рэем Клайном.

## История WACL

### Конец 1960-х. Фиксация на Вьетнамской войне
I конференция ВАКЛ открылась 25 сентября 1967 года в Тайбэе. С программной речью выступил Чан Кайши, президентом Лиги был избран Гу Чжэнган (известен также как Ку Ченкан). В 1968 и 1969 конференции также проводились в Юго-Восточной Азии — в Сайгоне и Бангкоке, председательствовали Нгуен Ван Тхиеу и Таном Киттикачон. Основной тематикой форумов являлось военное противостояние в Индокитае, мобилизация против ДРВ, Вьетконга и их союзников.
Роль ВАКЛ состояла в прямом вовлечении в войну вооружённых сил Южной Кореи и Таиланда, гражданского персонала Филиппин, специалистов-инструкторов Тайваня.

### 1970, Киото. Глобальный подход
Крупной вехой в истории ВАКЛ стала IV конференция (сентябрь 1970 года) в Киото. Перед участниками выступили премьер-министр Японии Эйсаку Сато. Ку Ченкан охарактеризовал этот форум как «новую веху мировой антикоммунистической борьбы». Несмотря на трудное положение Сайгона, обозначившееся поражение США во Вьетнаме, смену власти в ФРГ и общий сдвиг влево, ВАКЛ разрабатывала программу глобального политико-идеологического противостояния коммунизму. Акцент делался на привлечение молодёжи к антикоммунистическим проектам. Особый резонанс вызвало выступление Хуаниты Кастро.

Мы должны перейти от защиты свободы к наступлению свободы.

Хан Сун Су, южнокорейский делегат

Киотская конференция сопровождалась массовыми акциями сторонников и противников Лиги.

Вижу, группа левых радикалов проникла в этот зал. С удовольствием предлагаю им свою терапию. Но если пациенты не послушаются, моё лечение будет грубым.

Рёити Сасакава

V конференция ВАКЛ в Кесон-Сити (Филиппины) безуспешно призывала президента США Ричарда Никсона отказаться от политики сближения с КНР.

### Первая половина 1970-х. Антикоммунизм в обороне
VI конференция ВАКЛ (июль 1972 года) впервые состоялась вне Азиатского континента — в Мексике. В этом отразилось усиление мексиканского ультраправого движения Текос и рост значение латиноамериканского антикоммунизма в целом. Была учреждена Латиноамериканская антикоммунистическая конфедерация. Обозначился постепенный перенос приоритетной активности из Юго-Восточной Азии в Западное полушарие. В этой связи, сообразно местным условиям, на первый план выдвигались неправительственные структуры, часто террористического характера.
Конференции 1973 и 1974 состоялись соответственно в Лондоне и Вашингтоне. Общее положение в мире на тот период не способствовало успехам ВАКЛ. Характерно, что правительство Великобритании не допустило присутствия делегатов Тайваня. В Вашингтоне собрание было более широким. Участвовали представители администрации Никсона и конгресса, присутствовал президент Никарагуа Анастасио Сомоса, выступали Ярослав Стецько, Сюзанна Лабин, были приняты в состав ВАКЛ организации из Камбоджи, Ливана и болгарской эмиграции.
На конференции 1975 года в Рио-де-Жанейро учредился Совет солидарности Ближнего Востока — новое региональное подразделение ВАКЛ. Его основу составили ливанские национал-либералы и Ливанская фаланга. Появлялась информация об участии ВАКЛ в формировании правохристианских ополчений в ливанской гражданской войне.
Период 1971—1975 годов был сложным для ВАКЛ. Усиливались международные позиции СССР, западные правительства шли на серьёзные уступки, коммунисты одержали победу в в Индокитае, сдвиги влево произошли в Западной Европе и Африке.
Противоположная тенденция концентрировалась в Латинской Америке: приход генерала Бансера к власти в Боливии, военный переворот 1973 года в Чили, переворот президента Бордаберри в Уругвае, деятельность Антикоммунистического альянса Аргентины, уругвайской Националистической вооружённой обороны, ультраправых сил Гватемалы и отчасти Мексики. На конференции Латиноамериканской антикоммунистической конфедерации 1974 представитель Уругвая генерал Уго Медина особо отмечал успехи антикоммунистических сил. Активизировалась межнациональная координация — к примеру, уругвайские «эскадроны смерти» Мигеля Софии Абелейры создавались при деятельном участии парагвайского эмиссара Анхеля Кросы Куэваса.
В 1975 году началась реализация операции «Кондор». Координационные центры находились в Парагвае и Боливии, наиболее активные формирования в Аргентине и Гватемале. Ультраправые боевики провели серию удачных терактов против латиноамериканских левых. Участие в «плане Кондор» считается периодом «первого расцвета» ВАКЛ.
Латиноамериканские оперативные методологии, основанные на взаимодействии правоавторитарных режимов с гражданскими парамилитарными формированиями, легли в основу политики ВАКЛ следующего десятилетия. Нарабатывались также новые идеологические и культурные установки — антикоммунизм как культ свободы, обращение к молодёжи, романтизация ультраправого подполья.

### Вторая половина 1970-х. Антикоммунистические контрудары
IX конференция ВАКЛ открылась 1 мая 1976 года в Сеуле. Приветственную телеграмму направил президент Южной Кореи Пак Чжон Хи.
1976 был отмечен активизацией неофашистов в Западной Европе — действия Сандро Саккуччи в Италии, Армии освобождения Португалии, резня Монтехурра в Испании. Оперативно-координационные совещания, проведённые Стефано Делле Кьяйе, разработали программу силового противодействия компартиям и их союзникам. Де-факто продолжалась деятельность структуры Aginter Press.
Официально учредилось североамериканское региональное отделение ВАКЛ. Структура взаимодействовала с Советом противодействия коммунистической агрессии (Council Against Communist Aggression; с 1980 — Council for the Defense of Freedom, Совет защиты свободы) и Советом за мировую свободу (Council for World Freedom) — основанным Джоном Синглаубом при участии Рэя Клайна.
Постепенно в США сложился сильный организационно-финансовый комплекс ВАКЛ. Его сформировала сеть политических групп и исследовательских центров типа Совета за мировую свободу, Коалиции за мир с позиции силы, Всемирного молодёжного крестового похода за свободу, Фонда консервативного действия, Консервативного кокуса, Совета по национальной политике и т. п. Главной фигурой являлся генерал Синглуаб, среди участников были конгрессмены, сенаторы, известные общественные деятели, крупные предприниматели. Важную роль в американском отделении ВАКЛ играл профессор Поссони. Однако пронацистские тенденции латиноамериканских структур Лиги привели мексиканских и боливийских неофашистов к серьёзному конфликту с убеждённым либералом Поссони.
Государственный переворот в Аргентине привёл к власти военную хунту генерала Виделы — подавившую ультраправых парамилитарес, но возведшая антикоммунизм в ранг активной государственной политики (в том числе на международном уровне и во взаимодействии с ВАКЛ).
Жестокая расправа над левыми студентами и государственный переворот в Таиланде остановили распространение коммунизма в Индокитае.
X конференция ВАКЛ — 18—23 апреля 1977 года, Тайбэй — утвердила доктринальную позицию Лиги:

Идеология, политическая система и образ жизни коммунизма противоречат природе человека.

Политика мирного сосуществования характеризовалась как «примирительная стратегия коммунистов» и «катастрофа для свободного мира». Одновременно был сделан жест в адрес только что пришедшей к власти администрации Джимми Картера:

Антикоммунистическое движение идёт рука об руку с движением защиты прав человека.

Основным докладчиком на Тайбэйской конференции был Марио Сандоваль Аларкон. Это снова продемонстрировало рост влияния и значения латиноамериканских антикоммунистических структур, в том числе парамилитарных формирований типа Mano Blanca.
На форуме ВАКЛ звучали неожиданные предвидения, точно спрогнозировавшие сроки и ход событий:

Марксизм воюет против времени. Тенденции развития на нашей стороне. Ближайшие десять лет будут решающими. Дадут о себе знать разрушительные силы в самом марксистском царстве.

Отто фон Габсбург, выступление на конференции ВАКЛ

Год спустя XI конференция ВАКЛ в Вашингтоне утвердила создание африканской региональной структуры (в её состав вошли организации из стран с прозападными правительствами — Либерии, Малави, Кении, Лесото, Кот д'Ивуара, Марокко). Конференция призвала правительства свободного мира усилить пропаганду концепции прав человека, а администрацию США — не снижать мер безопасности в АТР (отражение беспокойства Тайваня в связи с нормализацией американо-китайских отношений).

### 1979. Итог десятилетия
Важной вехой стала XII конференция ВАКЛ 23—27 апреля 1979 года в столице Парагвая Асунсьоне. Председательствовал директор парагвайского Института сельскохозяйственного благосостояния (государственное аграрное агентство) и организатор аграрной реформы, видный деятель правящей партии Колорадо, главный идеолог стронизма Хуан Мануэль Фрутос-младший. С речью выступил директор парагвайской спецслужбы DNAT, глава общенациональной Комиссии гражданских антикоммунистических организаций Антонио Кампос Алум.
Среди участников были Гу Чжэнган, Роджер Пирсон, Марио Сандоваль Аларкон, лидер испанской Новой силы Блас Пиньяр, начальник уругвайского генштаба Уго Медина, идеолог мексиканских Текос Рафаэль Родригес Лопес, руководитель дипломатической службы ангольского ФНЛА Хендрик Ваал Нето, три американских конгрессмена, шесть европейских парламентариев, послы Австралии и Марокко в Парагвае. С приветствиями обратились президент Парагвая Альфредо Стресснер, президент Тайваня Чан Кайши, президент Гондураса Поликарпо Пас Гарсия, вице-президент Бразилии Аурелиану Шавис.
Участники конференции — более 400 делегатов из 87 стран — резко критиковали президента США Картера за недостаточно жёсткий антисоветский курс и сближение с коммунистическим Китаем. Выражался протест против разрядки 1970-х годов — «сдачи позиций свободного мира». Ответственность за «капитуляцию перед коммунизмом» ВАКЛ возлагала на правящие круги Запада. Выступлением Кампоса Алума был введён в политический обиход пренебрежительно-обличительный термин «картерокоммунизм».

Мы, собравшиеся здесь свободные люди, обвиняем администрацию Картера в предательстве человечества.

Марио Сандоваль Аларкон

Отдельная резолюция указала на опасность еврокоммунизма как изощрённого метода коммунистической экспансии.
Наибольшее место в обсуждаемой проблематике занимали латиноамериканские конфликты. ВАКЛ Конференция выразила полную поддержку президенту Никарагуа Анастасио Сомосе, который ещё пытался сопротивляться наступлению сандинистов. Подтверждалось намерение оказывать всемерную помощь кубинской оппозиции и политэмиграции. Лига призвала не допустить прихода к власти в Боливии Виктора Паса Эстенсоро и Эрнана Силеса Суасо, осудила левые тенденции в перуанской армии, портребовала изолировать панамский режим Омара Торрихоса. Гу Чжэнган в своём выступлении призвал страны Латинской Америки наращивать военную промышленность для противостояния советско-кубинской экспансии.
В обращении к ООН конференция ВАКЛ предложила дополнить Всеобщую декларацию прав человека особым пунктом о праве на сопротивление коммунизму — таков был ответ ультраправых на картеровскую правозащитную кампанию. Было направлено письмо Папе Римскому Иоанну Павлу II с просьбой разъяснить социальное учение католической церкви — дабы опровергнуть левые толкования теологии освобождения (своеобразным ответом Святого Престола явилась в 1981 энциклика Laborem Exercens).
Особое место на конференции заняла речь Хуана Мануэля Фрутоса. С одной стороны, он отметил, что коммунистические государства вновь возвращаются к приоритету грубой силы вместо прежней ставки на марксистскую пропаганду. С другой, Фрутос заявил о необходимости совершенствования демократии и активной социальной политики, способной доказать социальную справедливость антикоммунизма. Лозунги равенства и справедливости противопоставлялись номенклатурной иерархии «реального социализма». Вместе с принципом свободы и традиционными христианскими ценностями они превратились в базовые пропагандистские установки ВАКЛ. Характерно, что в антикоммунистической агитации усилились мотивы солидарности с эксплуатируемыми рабочими Кубы и африканскими массами Анголы, где в это время шла гражданская война.
Следствием XII конференции ВАКЛ стал также рост влияния парагвайского режима. Альфредо Стресснер выдвигался в ведущие лидеры международного антикоммунизма. По итогам конференции в Парагвае была проведена эффектная идеолого-пропагандистская кампания. Газета правящей партии Patria публиковала статьи и иллюстрации (в стиле комиксов) антикоммунистического характера, ориентированные на широкие массы.
Между организациями ВАКЛ и ведущими западными правительствами того периода, особенно американским, обозначился серьёзный конфликт. Антикоммунисты требовали более активной и жёсткой политики, а также прекращения либеральной критики правоавторитарных режимов и ультраправых сил. В то же время лозунги защиты прав человека продолжали активно использоваться — но только применительно к государствам «реального социализма».
В целом 1970-е годы были периодом отступления ВАКЛ. Коммунистические либо прокоммунистические партии пришли к власти более чем в десяти государствах Индокитая, Африки, Среднего Востока, Центральной Америки и Карибского бассейна. В Западной Европе и Северной Америке усилились лево-либеральные тенденции. В ответ структуры ВАКЛ активизировались во внеправовом поле, вплоть до терроризма, подключились к операциям «Гладио», «Кондор», «Чарли», сформулировали наступательную антикоммунистическую доктрину, всячески поддерживали правые антикоммунистические правительства.

### 1980-е. Антикоммунистическое наступление
Резкое обострение международной обстановки в 1980 году, конец «разрядки», избрание Рональда Рейгана кардинально изменили положение дел. Администрация Рейгана и ЦРУ США установили с ВАКЛ системные оперативные связи. Деятельность ультраправого интернационала укладывалась в русло доктрины Рейгана. Характерно, что в 1980-х во главе ВАКЛ стоял генерал Джон Синглауб, глава американского Совета свободы, бывший командующий американскими войсками в Южной Корее, снятый с этого поста решением Картера. Синглауб, возглавивший Совет за мировую свободу, выступал связующим звеном между Лигой и американскими официальными инстанциями, прежде всего СНБ.
Основная активность переместилась в Центральную Америку, где с конца 1970-х годов действовала Секретная антикоммунистическая армия. Это было связано с сандинистской революцией в Никарагуа 1979 года, создавшей ещё один очаг «красной опасности», и с ожесточённой гражданской войной в Сальвадоре. Региональный центр ВАКЛ сложился в Гватемале под руководством Сандоваля Аларкона. Активно действовала и сальвадорская партия АРЕНА Роберто д’Обюссона. Убийство Оскара Ромеро в марте 1980 совершалось по согласованию с ВАКЛ, отделение которой в Сальвадоре возглавлял Адольфо Куэльяр.
Главным методом ВАКЛ в Сальвадоре стала деятельность парамилитарных эскадронов смерти, иногда в оперативном взаимодействии с армейскими и полицейскими силами (это удавалось не всегда, поскольку между сальвадорским правительством и правыми радикалами имелись серьёзные разногласия). В результате наступление левых сил было остановлено. Символично, что элитный батальон сальвадорской армии назвался «Рональд Рейган».
Никарагуанское движение Контрас дистанцировалось от ВАКЛ. В нём были представлены левоцентристские и левые силы, для которых сотрудничество с такой организацией являлось совершенно неприемлемым. Однако связь поддерживалась через Адольфо Калеро и аргентинских инструкторов. База обеспечения была создана активистами ВАКЛ в Коста-Рике при участии оперативника ЦРУ Джона Халла и крайне правой организации Движение свободы Коста-Рики во главе с Берналем Урбина Пинто. Американские члены ВАКЛ закупили для контрас вертолёт.
К афганскому конфликту ВАКЛ подключалась на стороне моджахедов через структуру Комитета за свободный Афганистан (Committee for a Free Afghanistan) и бизнес группы бен Ладена, занимавшейся материально-техническим обеспечением и подбором кадров вооружённой оппозиции.
Начало 1980-х отмечалось также активным проникновением ВАКЛ на Африканский континент. 31 мая 1980 года в Рабате учредилась аффилированная с Лигой African Organization for Freedom and Democracy — Африканская организация за свободу и демократию. Председательствовал мэр Монровии Натан Росс. В заключительном слове он призвал африканские народы к антикоммунистическому единению. Видную роль в африканской структуре ВАКЛ играл также заместитель председателя парламента Кот д'Ивуара, известный писатель Морис Улати. Либерия, Кот д'Ивуар, Кения, Лесото, Свазиленд, отчасти Нигерия, Сьерра-Леоне, Верхняя Вольта играли для антикоммунизма в Африке роль, сходную с Боливией, Чили, Аргентиной, Парагваем в Южной Америке. Расширение присутствия ВАКЛ в Африке вынудило дистанцироваться от режима апартеида в ЮАР.
ВАКЛ подключилась к мозамбикскому военно-политическому конфликту, оказывая помощь РЕНАМО. С Лигой сотрудничал лидер ангольского ФНЛА Холден Роберто. В гораздо меньшей степени наладилось взаимодействие с крупнейшим в Африке антикоммунистическим партизанским движением — УНИТА, что объяснялось левыми взглядами Жонаса Савимби. С другой стороны, по некоторым данным, оперативное сотрудничество с УНИТА осуществляли итальянские неофашисты Стефано Делле Кьяйе и Пьерлуиджи Конкутелли.
25 июля 1980 года XIII конференция ВАКЛ в Женеве призвала правительства США, Западной Европы и Японии объединиться в противостоянии советскому вторжению в Афганистан. Конференция также категорически отвергла обвинения ВАКЛ в фашизме. Из Лиги был демонстративно исключён британский антрополог-расист Роджер Пирсон, занимавший видное место в американском отделении.
XIV конференция ВАКЛ в Тайбэе 3 августа 1981 года проходила совместно с форумами АЛНА и Молодёжной антикоммунистической лиги народов Азии Председательствовал доктор Ку Ченкан. Конференция призвала к выработке глобальной антикоммунистической стратегии и вновь — как всегда на тайваньских мероприятиях — приняла резолюцию об объединении Китая на демократических основах. В ВАКЛ были приняты Организация защиты мира справедливости и свободы Мориса Улати и Американская Лига свободы генерала Синглауба.

Стало предельно ясно: свобода и рабство не могут сосуществовать. Не может быть реального мира, пока сплочение свободных наций не уничтожит коммунистическую напасть. История неуклонно движется вперёд. Свобода победит рабство. Люди мира уже отвергли коммунизм и поднимаются против него. Мы призываем свободные народы поддержать борцов, сражающихся против коммунистических штыков. Доведём нашу борьбу до победного конца, уничтожим коммунистические режимы, освободим порабощённых и откроем новую эру свободы и демократии. Свобода и антикоммунизм победят.

Цзян Цзинго, президент Китайской Республики, обращение к XIV конференции ВАКЛ

XV—XVII конференции (Токио, 1982, Люксембург, 1983, Сан-Диего, 1984) выступали со сходными воззваниями. 5 февраля 1982 года состоялась первая учредительная конференция европейской структуры ВАКЛ — под почётным председательством Ку Ченкана.
Символически знаменательной оказалась XVIII конференция 9 сентября 1985 года в Далласе. Впервые к ВАКЛ прямо обратился президент США — была зачитана телеграмма Рональда Рейгана. На конференции председательствовал президент Китайской Республики Цзян Цзинго, сын и преемник основателя ВАКЛ Чан Кайши. На XX конференции ВАКЛ 16 августа 1987 года в Тайбэе зачитывались послания уже трёх президентов — Цзян Цзинго, Альфредо Стресснера и Рональда Рейгана.

Я приветствую участников благородного дела. Наши совместные усилия продвигают ход истории к всемирной свободе. Мы должны быть упорными и никогда не колебаться. Шлю наилучшие пожелания всем, кто участвует в крестовом походе за свободу. Да благословит вас Бог.

Рональд Рейган, телеграмма XVIII конференции ВАКЛ

Но при всём тесном сотрудничестве отношения между ВАКЛ и администрацией Рейгана отнюдь не являлись беспроблемными и безоблачными. Именно в 1980-е годы с санкции Вашингтона были демонтированы правоавторитарные режимы в Аргентине, Бразилии, Чили, Уругвае, Парагве, Южной Корее, на Филиппинах. Идеологически Вашингтон более симпатизировал рейганистским повстанческим движениям Демократического Интернационала, нежели околокриминальным «эскадронам», характерным для ВАКЛ. Наиболее серьёзный конфликт произошёл в Боливии, где осенью 1981 при американском участии участии был отстранён президент Луис Гарсиа Меса и его режим, максимально приближенный к модели ВАКЛ.

### Конец 1980-х. Изменение обстановки
Потепление американо-советских отношений в 1986—1989 годах, начатые переговоры о мирном урегулировании военно-политических конфликтов в Афганистане, Никарагуа, Гватемале, Сальвадоре, Анголе, Мозамбике, наконец, скандал Иран-контрас сильно подорвали позиции ВАКЛ и снизили её активность. В то же время на конференциях в августе 1988 (Швейцария) и августе 1989 (Австралия) отмечалась роль Лиги в достигнутом кардинальном изменении соотношения мировых сил.
В июне 1988 была произведена смена руководства ВАКЛ: Ку Ченкан передал председательство одному из руководителей Тайбэйского городского совета, президенту Тамканского университета Клементу Чану. Год спустя он оставил этот пост, получив назначением министром транспорта Китайской Республики. Председателем ВАКЛ был избран тайваньский политик Чжао Цзычи.
XXI конференция ВАКЛ в Женеве сопровождались физическими столкновениями. Коммунистические и левые активисты предприняли атаку на церемонию открытия. Беспорядки были пресечены швейцарской полицией. XXII конференция в Брисбене сопровождалась политическим скандалом: лейбористское правительство Австралии во главе с Робертом Хоуком отказалось выдать въездные визы Чао Цзычи и приёмному сыну Чан Кайши генералу Цзян Вэйго, также крупному деятелю ВАКЛ.
Программные установки Лиги в период 1987—1989 акцентировали лозунги мира, демократии, справедливости, национального суверенитета и рыночной экономики.

## 1990-е. Переход от WACL к WLFD
Второй этап XXII конференции переименовал Всемирную антикоммунистическую лигу во Всемирную лигу за свободу и демократию — WLFD. Решение было принято в Брюсселе 23 июля 1990 года. При этом сохранялось правопреемство, идейно-политические основы, полномочия руководящих органов и нумерация форумов.
Организационные вопросы, связанные с трансформацией Лиги, решались на XXIII конференция в Сан-Хосе 21 августа 1991 года (по символическому совпадению — день окончательного поражения ГКЧП в Москве). Собравшихся приветствовал президент Коста-Рики Рафаэль Кальдерон Фурнье. Был учреждён пост президента Лиги, который занял Чжао Цзычи. По его представлению генеральным секретарём был утверждён Ву Чжэ Сун (Южная Корея).
Первое публичное собрание Лиги на территории Восточной Европы состоялось в ходе XXIV конференции, открывшейся 10 августа 1992 года в Будапеште. Председательствовал лидер венгерской Независимой партии мелких хозяев Йожеф Торгиан. Был проведён также академический симпозиум «Поддержка движения к свободе и демократии». XXV конференция — октябрь 1993 — прошла в Берлине (присутствовал Далай-лама XIV). XXVI конференция (август 1994) — в Москве.
XXVII конференция WLFD состоялась 28 июля 1995 года в Нью-Йорке и прошла под знаком 50-летия ООН. XXVIII конференция открылась 21 мая 1996 года в Тайбэе (первоначально планировалась в Кейптауне). XXIX конференция под совместным председательством Чао Цзычи и губернатора Арканзаса Майкла Хакаби проходила 17 сентября 1997 года в Вашингтоне. XXX конференция собралась 28 августа 1998 года в Бангкоке; председательствовали Чжао Цзычи и генерал ВВС Таиланда, председатель таиландского отделения Лиги Чакорн Даттананда. Обсуждались проблемы развития демократии в условиях глобализации.
17 мая 1997 года Чжао Цзычи заявил об отставке с поста президента WLFD. В исполнение обязанностей вступил глава тайваньского отделения Лиги, известный гоминьдановский политик Жао Инци. Официально Жао Инци избран президентом WLFD 5 августа 1998 года. Он стал четвёртым главой WACL-WLFD после Ку Ченкана, Клемента Чана и Чжао Цзычи. Таким образом, от создания организации и до сего дня её первыми лицами являются китайцы Тайваня. Идеология и политический курс партии Гоминьдан во многом определяет программу и деятельность Лиги.
Дезактуализация антикоммунистической борьбы переместила акценты на проблемы глобального развития и прав человека, взаимодействие с ООН в качестве неправительственной организации. Основным направлением деятельности стало проведение международных форумов, семинаров, симпозиумов. (15 июля 1991 года в симпозиуме WLFD «Новый мировой порядок после войны в Персидском заливе» с речью «Расширение границ мировой свободы» выступил Рональд Рейган.)
Элементы конфронтационности сохранялись в отношении Лиги к КНР. Жао Инци с группой тайваньских государственных деятелей на рубеже 1998—1999 принимал в Тайбэе делегацию диссидентов с материкового Китая. В то же время, по мере продвижения китайских реформ, наметилось сближение позиций Гоминьдана и КПК.
Деятельность оперативно-террористического характера была прекращена, неофашистские мотивы перестали быть заметны. Антикоммунизм как таковой отведён на задний план. Антибольшевистский блок народов в 1996 году объявил о самоупразднении в связи с выполнением поставленных задач. WACL 1960—1980-х и WLFD 1990—2000-х производят впечатление разных организаций.

## 2000-е. Современная WLFD
В 2000-х годах деятельность WLFD практически целиком свелась к представительным мероприятиям и торжественному празднованию Всемирного дня свободы 23 января (дата возвращения 14 тысяч тайваньских солдат в Китайскую Республику из плена Корейской войны в 1954 году).
В начале 2000-х годов в руководстве WLFD возник конфликт между сторонниками Жао Инци и Клемента Чана, урегулировать который удалось только при посредничестве президента Китайской Республики Чэнь Шуйбяня. Президентский пост в Лиге сохранил Жао Инци.
Ежегодные конференции 2000—2013 годов обычно проводились в Тайбэе. Исключения составили форумы 2003 (Мельбурн), 2009 (Манила), 2010 (Инчхон), 2012 (Мельбурн).
Принимались декларации по проблемам прав человека в эпоху глобализации, обеспечения всеобщего мира и разоружения, консолидации демократических сил и развития гражданского общества. В конференциях участвовали официальные лица разных уровней, в том числе главы государств и правительств (Китайская Республика, Республика Корея), министры, парламентские руководители. Лига активно сотрудничает с ООН в качестве неправительственной организации.
23 января 2013 года в тайбэйском Гранд-Отеле состоялась совместная конференция Всемирной лиги за свободу и демократию и Азиатско-Тихоокеанской лиги за свободу и демократию (APLFD). Участвовали более 400 делегатов гостей из 60 стран, среди них видные парламентарии из Франции, Испании, Уругвая, Монголии, Непала. Председательствовал Жао Инци. На форуме выступил президент Китайской Республики Ма Инцзю. Жао Инци и Ма Инцзю вместе зажгли символический факел свободы.
В своём выступлении Ма Инцзю выразил надежду, что торгово-экономический диалог между Китайской Республикой и КНР распространится на гуманитарную и политическую сферу.

Наша конечная цель заключается в поддержании мира в Восточной Азии и в приобщении к ценностям свободы и демократии людей по обе стороны Тайваньского пролива. Хотя демократия — импортированная система, за шестьдесят лет мы доказали, что она может развиваться на почве китайской культуры.

Ма Инцзю, президент Китайской Республики

Имидж организации кардинально изменился. Деятельность времён ВАКЛ вспоминается крайне редко, ассоциации не поддерживаются. Несмотря на то, что в тот период Лига была гораздо более активна, а в известном смысле и более эффективна.
В структуру WLFD входят шесть континентально-региональных объединений:
- Азиатско-Тихоокеанская лига за свободу и демократию (APLWD)
- Африканская организация за свободу и демократию (AOFD)
- Европейский совет за мировую свободу (ECWF)
- Федерация демократических институтов Латинской Америки (Fedal)
- Совет солидарности Ближнего Востока (MESC)
- Североамериканская антикоммунистическая лига (NARWACL)

С Лигой аффилирована молодёжная организация — Всемирная молодёжная лига свободы (WYFL).
Президентом Всемирной лиги за свободу и демократию является Жао Инци. Генеральным секретарём после отставки Клемента Чана 1 августа 2008 года стал Се Вэньхуан.
23 января 2016 года руководители WLFD выступали на очередном праздновании Всемирного дня свободы. Жао Инци и Се Вэньхуан говорили о демократических достижениях Тайваня как примере для мира, о развитии социальных проектов Лиги.

## Лига в России
В СССР ВАКЛ подвергалась критике как средоточие самой крайней реакции, «ударный отряд империализма и фашизма». При этом о конкретных действиях Лиги в советской печати сообщалось крайне скупо.
В период распада СССР некоторые авторы указывали на Лигу как на силу криминальной фашизации постсоветского пространства.
Отделение WLFD существует в России с 1992 года. XXVI конференция Лиги — уже под названием WLFD — состоялась 3 августа — 6 августа 1994 года в Москве. Председательствовали тогдашний мэр Москвы Гавриил Попов и председатель WLFD Чжао Цзычи. Присутствовали американский консервативный политик Майкл Хакаби (на тот момент — вице-губернатор штата Арканзас), бывший премьер-министр Болгарии Филип Димитров, бывший премьер-министр Монголии Дашийн Бямбасурэн, президент Республики Крым Юрий Мешков, последний министр обороны СССР Евгений Шапошников. С председателем WLFD встретился премьер-министр Российской Федерации Виктор Черномырдин. Юрий Мешков высказывал намерение посетить Тайвань и установить торгово-экономические связи Республики Крым с Китайской Республикой.
Несмотря на символичный характер мероприятия, московская конференция WLFD не получила широкого освещения и не имела заметного резонанса (не было зафиксировано даже протестов коммунистических организаций). Это могло быть связано с тем, что WLFD, в отличие от WACL, не имела правоэкстремистского имиджа, а знаковые фигуры Лиги 1970—1980-х (типа Синглауба или Сандоваля Аларкона) не прибыли в Москву.
В апреле 1995 года делегация WLFD вновь посетила Москву и встречалась с исполнительным секретарём СНГ Иваном Коротченей. Несколько месяцев спустя российская делегация в составе генерального секретаря российского отделения Лиги Николая Жданова-Луценко, руководителя администрации президента Российской Федерации Сергея Филатова, мэра Санкт-Петербурга Анатолия Собчака посетила Тайбэй.
Политических организаций, имеющих сходство с WACL-WLFD в российском политическом спектре почти не отмечается. Некоторые программно-структурные и риторические пересечения демонстрируют национал-демократы и отдельные элементы Народно-трудового союза. Большую статью к 50-летию ВАКЛ опубликовал 7 ноября 2016 на Интернет-ресурсе Руфабула представитель санкт-петербургской «Солидарности».
Первым председателем российского отделения Всемирной лиги за свободу и демократию является Гавриил Попов. Его сменил учёный-японовед Николай Жданов-Луценко. В 2008 году Жданов-Луценко участвовал в церемонии президентской инаугурации Ма Инцзю.

## Бывшие коммунисты и личности, ушедшие из лиги
- Один из создателей Всемирной антикоммунистической лиги Пак Чон Хи[46] начинал свою политическую деятельность в качестве коммуниста[47].
- Коммунисткой была в молодости и Сюзанна Лабин. На антикоммунистические позиции она перешла после разочарования в сталинизме[48], но при этом осталась левой социалисткой[49].
- Известный итальянский неофашист Стефано Делле Кьяйе[50][51] участвовал в конференции ВАКЛ 1980 года в Буэнос-Айресе. Впоследствии он отказался от сотрудничества с Лигой, поскольку усмотрел недостаточную антикоммунистическую активность и чрезмерное влияние ЦРУ США[52].